# Thiên Sơn, An Sơn
Thiên Sơn (chữ Hán giản thể: 千山区, âm Hán Việt: Thiên Sơn khu) là một quận của địa cấp thị An Sơn, tỉnh Liêu Ninh, Cộng hòa Nhân dân Trung Hoa. Quận Lập An có diện tích 503 km², dân số 260.000 người. Mã số bưu chính của Thiên Sơn là 114041. Chính quyền nhân dân quận đóng ở số 28, đường Nam Kiến Quốc. Về mặt hành chính, quận Thiên Sơn được chia ra thành 2 nhai đạo biện sự xứ, 8 trấn. Các đơn vị này lại được chia ra thành 34 uỷ ban xã khu và 111 uỷ ban thôn.
- Nhai đạo; Cựu Bảo, Đại Cô Sơn, Đông Yên Sơn.
- Trấn: Đường Gia Phòng, Đại Cô Sơn, Thiên Sơn, Tề Đại Sơn, Tống Tam Đài Tử, Ninh Viễn.